# Sint-Barbarabeeld (Chevremont)

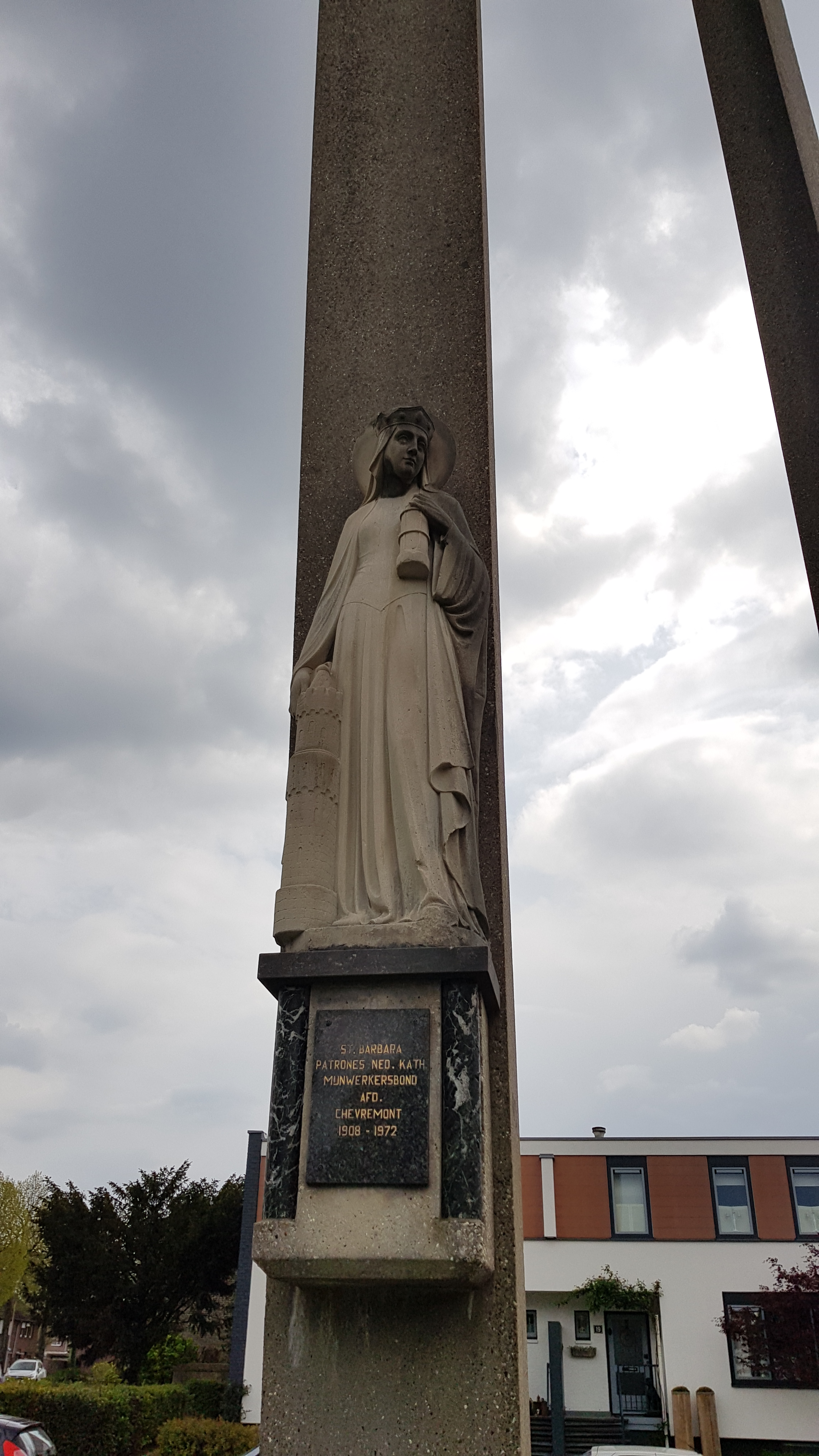
Het Sint-Barbarabeeld

Het Sint-Barbarabeeld is een standbeeld in de wijk Chevremont in de Nederlandse gemeente Kerkrade. Het beeld staat op de hoek van de Nassaustraat met de Prinses Irenestraat voor de Onze-Lieve-Vrouw-Tenhemelopnemingskerk met naast het beeld een Sint-Michaëlbeeld.
Het beeld is opgedragen aan de heilige Barbara van Nicomedië, de beschermheilige van mijnwerkers.

## Geschiedenis
Met de ontginning van de steenkolenlagen van het Zuid-Limburgs steenkoolbekken werden er van heide en ver mensen aangetrokken om te werken in de steenkolenmijnen die onder andere gehuisvest werden in Chevremont.
In 1962 werd de losstaande klokkentoren van de kerk gebouwd.
Waarschijnlijk in 1972 werd aan de klokkentoren het Sint-Barbarabeeld bevestigd.

## Standbeeld
Het standbeeld staat op een console die is bevestigd aan de klokkentoren van de kerk. Op deze console is een plaquette aangebracht waarop een tekst is aangebracht:

ST. BARBARA
PATRONES NED. KATH
MIJNWERKERSBOND
AFD.
CHEVREMONT
1908 - 1972

Het beeld toont de gekroonde heilige met aureool, terwijl zij met haar linkerhand een mijnlamp voor haar borst houdt en er naast haar een toren staat (verwijzend naar de overlevering dat ze opgesloten zat in een toren).